# 32987 Uyuni
32987 Uyuni è un asteroide della fascia principale. Scoperto nel 1996, presenta un'orbita caratterizzata da un semiasse maggiore pari a 2,6077752 UA e da un'eccentricità di 0,1556659, inclinata di 15,64754° rispetto all'eclittica.